# Geschichte Regaus
Die Geschichte der oberösterreichischen Marktgemeinde Regau begann nicht erst mit der ersten Erwähnung in einer Urkunde, welche etwa auf das Jahr 801 n. Chr. zu datieren ist. Doch bis zu diesem Zeitpunkt unterscheidet sich die historische Entwicklung Regaus nur marginal von der Geschichte seiner Nachbargemeinden.
Die ältesten Belege menschlicher Besiedlung auf dem Gebiet Regaus stammen aus der Würmeiszeit. Nach den Kelten, die ab etwa 400 v. Chr. ganz Österreich kontrollierten, war die Region ab 15 v. Chr. von den Römern besetzt und nach 45 n. Chr. in die Provinz Noricum integriert.
Nachdem Regau und seine Umgebung von den Bajuwaren besiedelt worden war, erfolgte die erste Erwähnung Repagoves in einer Schenkungsurkunde an das Kloster Mondsee. Im 12. Jahrhundert regierten die Grafen von Rebgau über das heutige Gemeindegebiet und dessen Umgebung. Nach dem frühen Aussterben des Grafengeschlechtes um das Jahr 1185 wechselte die Herrschaft über die Region mehrmals, bis sich das Amt der Regauischen Aigen entwickelte, welches bis Mitte des 19. Jahrhunderts existierte. 1850 erfolgte eine Neustrukturierung im österreichischen Verwaltungssystem, in deren Verlauf Regau die einwohnerreichste Gemeinde des neu geschaffenen Bezirks Vöcklabruck wurde.
Der Erste Weltkrieg forderte 131 Opfer unter der Regauer Bevölkerung, der Zweite Weltkrieg führte neben weiteren 190 Opfern zu einschneidenden Gebietsverlusten zugunsten der Nachbargemeinde Vöcklabruck. Im Jahr 2000 wurde die Ortsgemeinde Regau zur Marktgemeinde ernannt.

Karte von Regau um 1650

## Ur- und Frühgeschichte
In der Gegend von Regau waren zu prähistorischen Zeiten Mammuts beheimatet, wie ein Fundstück eines Mammutstoßzahnes aus dem Quartär (Würmeiszeit) beweist. Durch die Eiszeit veränderte sich die Beschaffenheit des Geländes um Regau deutlich: Die sich zurückziehenden Gletscher der letzten Eiszeit vor etwa 10.000 Jahren schufen durch Moränen und weitflächige Terrassenbildungen eine Vielzahl an Seen, Mooren und Teichen. Diese Landschaft stellte damals einen idealen Lebensraum für den Menschen und für viele Tiere dar.
Wann der Mensch in diesem Bereich zum ersten Mal in Erscheinung getreten ist, kann nicht genau nachgewiesen werden – die ältesten bekannten Funde jedoch lassen auf eine frühe menschliche Besiedelung schließen. So wurde 1946 auf einem Feld im Ortsteil Hattenberg ein nordisches Lochbeil aus Serpentin gefunden, das sich wie die anderen prähistorischen Funde im Heimathaus Vöcklabruck befindet. In der Volksschule Rutzenmoos wird ein Lochbeil aus Amphibolit aufbewahrt, das in der Nähe von Hinterbuch gefunden wurde. An der gleichen Stelle konnten drei je zwei Zentimeter große Steinschmuckringe sichergestellt werden. Aus Oberregau stammt eine weitere Lochaxt aus Serpentin; in einer Schottergrube bei Preising kam ein Steinbeil zutage.
Um 400 v. Chr. besiedelten indogermanische Stämme wie die Kelten von Westen her das gesamte Gebiet des heutigen Österreichs.

## Römerzeit
Der römische Kaiser Augustus nahm den Einfall keltischer Stämme aus der Alpenregion in Istrien um 15. v. Chr. zum Anlass, das bis dahin keltische Königreich Noricum in das römische Imperium einzugliedern. Es ist anzunehmen, dass dieser Prozess friedlich verlaufen ist, da auch die Kelten schon seit längerer Zeit vom regen Handel mit den Römern profitiert hatten. Die Römer hielten das neu gewonnene Gebiet für ein halbes Jahrhundert besetzt, bis es schließlich um 45 n. Chr. in der neugeschaffenen römischen Provinz Noricum aufging.
Die Städte und Ortschaften wurden von den Römern durch ein dichtes Netz von sogenannten Konsular- und Vizinalstraßen verbunden. Diese Straßen verliefen meist entlang älterer vorgeschichtlicher Verkehrswege, was durch eine mittelalterliche Pergamentkopie namens Tabula Peutingeriana belegt ist.
Die Konsularstraße von Ovilava (Wels) nach Iuvavum (Salzburg) hatte nach deren Ausbau die größte Verkehrsfrequenz der Römerstraßen in Oberösterreich. Aus der Richtung Ovilava kommend, führte sie in südwestlicher Richtung nach Breitenschützing, wo sie nach Süden abbog und südlich an Schwanenstadt vorbei nach Niederstraß bei Attnang führte und sich teilte. In der Umgebung von Regau sind heute drei Straßenäste dieses Verkehrsweges bekannt: Die Hauptlinie umging das heutige Vöcklabruck im Norden, ein anderer Straßenzug dürfte durch Unterregau und Schalchham nach Vöcklabruck geführt haben und ein dritter Straßenast soll das linke Agerufer entlang über Wagrain verlaufen und wieder in die Hauptlinie eingemündet sein.
Ein Ast dieser Straßen dürfte beim Regauer Ortsteil Dornet die Ager überquert und dann nach örtlicher Überlieferung über Preising nach Himmelreich geführt haben, wo er sich verzweigte. Eine Straße führte über die Dürre Aurach nach Gmunden, eine andere nach Schörfling und eine dritte in Richtung Oberregau. Das dichte Straßennetz im und um den Raum Regau deutet darauf hin, dass dort die Straßenstation Tergolape der Tabula Peutingeriana zu suchen ist, die als Verbindungsstück zum Salzkammergut diente und deren genaue Lage nicht geklärt ist.

### Fundstücke aus der Römerzeit
In Preising wurde unter einer mit Schotter vermischten Humusschicht eine Lage von rund 20 Zentimeter Kies und darunter eine stärkere Lage von Schotter festgestellt. Es handelt sich hierbei nicht um natürliche Ablagerungen, sondern höchstwahrscheinlich um Teile eines Straßengrundbaues dieser Zeit.
In Oberregau kamen römische Münzen, Geschirrscherben aus rotgebrannter Ziegelerde und verschiedene Ziegeltrümmer zu Tage; diese Funde scheinen auf einen römischen Gutshof hinzuweisen. Einen ganz besonderen Fund aus Regau stellt die etwa 12 Zentimeter hohe römische Bronzeglocke dar, die wegen ihrer Einzigartigkeit im Linzer Schlossmuseum aufbewahrt wird. Bei Schöndorf kam ein römischer Meilenstein mit dem Namen des Kaisers Septimius Severus und ein Bruchstück eines weiteren ans Tageslicht.

### Herrschaftswechsel durch die Völkerwanderung
Anfang des 5. Jahrhunderts brachen die Vandalen nach Oberösterreich ein, wo sie das Legionärslager Lauriacum zerstörten. Rom sah sich gezwungen, seine Verteidigungslinie deutlich zurückzuverlegen. Den Hunnen gelang es unter Attila, bis an die Grenze Noricums vorzudringen.
Im Jahre 488 verließ die aus römischen Beamten und Kaufleuten bestehende Oberschicht diese Region, zurück blieb die teilweise romanisierte einheimische Bevölkerung. Belege für die Ereignisse dieser Zeit finden sich in und um Regau allerdings nicht. An römischem oder vorrömischem Namensgut gilt in der Gemeinde Regau nur die ursprünglich keltische Bezeichnung des Flusses Ager als gesichert. Der Ortsname Schalchham wird von „zinspflichtiger Romane“, *skalka, abgeleitet; somit könnte Schalchham Heimstätte eines romanischen Schalken gewesen sein, der Ortsname auf romanische Bevölkerungsreste hindeuten.
Die in der Region gebliebenen Romanen waren bis zur Ankunft der Bajuwaren wahrscheinlich die einzigen Bewohner des Gebiets, die genauen Besitzverhältnisse zur Zeit Theoderichs sind unklar.

## Bajuwarische Landnahme
Im Laufe des 6. Jahrhunderts besiedelten erste bajuwarische Stämme die von der römischen Oberschicht verlassenen Gegenden. Die Region um Regau gehörte wie das gesamte Gebiet des heutigen Oberösterreichs zum Kerngebiet der bajuwarischen Landnahme, die vermutlich in mehreren unterschiedlichen Wellen erfolgte. Die zugewanderten Stämme verstanden es, die verschiedenen ethnischen Gruppen der Germanen und Romanen zusammenzufassen und diese zum Volk der Bajuwaren zusammenwachsen zu lassen.
Es ist anzunehmen, dass es in der Region regen Obst- und Weinanbau gegeben hat. Diese Annahme hat vor allem auch für Regau eine besondere Bedeutung, da sich der Name der heutigen Marktgemeinde auf Rebengau zurückführen lässt und mit der Geschichte des Weinbaus in der Region eng verbunden ist.
Anhand der Ortsnamenüberlieferung ist das von den Baiern besiedelte Gebiet rekonstruierbar. Bereits im 8. und 9. Jahrhundert wurden bairische Ortschaften urkundlich belegt, wobei sicherlich nicht alle Siedlungen erwähnt wurden.
Zu den ältesten bairischen Ortsnamen zählen die auf -ing, -ham und -heim endenden, wobei die -ing-Namen in dieser Region bereits im 9. Jahrhundert erloschen sein dürften. Sie wurden von den auf -dorf, -reut, -roit und -schlag endenden Namen abgelöst, die ihren Ursprung vor allem in der Neugewinnung von Siedlungsboden hatten. Neben Pilling, Pürstling, Preising, Ritzing, Weiding und Zaißing sind sowohl die Ortschaften Schalchham und Wankham als auch die Namen Dorf, Reith und Roith auf bairisches Siedlungsgebiet zurückzuführen. Die beiden letztgenannten Ortschaften können auch als sogenannte Rodungsnamen aus dem 11. und 12. Jahrhundert angesehen werden, die vor allem östlich der Ager und südlich der Ebene von Regau auf häufige Rodungen hinweisen. Die auf -heim endenden Ortsnamen können als mundartliche Ableitung des germanischen Worts Heim angesehen werden und bedeuten so viel wie Wohnort und Zuhause.
Außerhalb des heutigen Regauer Gemeindegebiets trugen auch die slawischen und romanischen Bevölkerungsgruppen ihren Teil zur Ortsnamenentwicklung bei.

## Erste urkundliche Erwähnung
Die älteste Urkunde, in welcher der damalige Name Regaus erwähnt wird, stammt aus dem Mondseer Traditionskodex, welcher eine Sammlung von wichtigen Urkunden und Handschriften zur Geschichte Ostbayerns, Salzburgs und Oberösterreichs darstellt. Diese Schriftstücke umfassen rund 135 Urkundenabschriften und reichen bis in die Mitte des 8. Jahrhunderts n. Chr. zurück. Als im Jahre 1791 das Kloster Mondsee aufgelassen wurde, wurden sämtliche Archivstücke an die Registratur des Landes ob der Enns in Linz abgeliefert, wo sie in den darauf folgenden Jahren in Vergessenheit gerieten.
Im Februar 1853 vermeldete die Registratur, dass der gesamte Kodex im Herbst 1852 entwendet und zusammen mit anderen Urkunden zum Pergamentpreis verkauft worden war. Bei einer zufälligen Durchsicht wurde das Fehlen der Urkunden bemerkt. Schließlich konnte der Diebstahl mit Hilfe der Polizei geklärt werden und die Wiederbeschaffung der Dokumente folgte wenig später. Diesen Ereignissen zufolge wurden die Akten im März 1853 nach Wien überliefert, wo sie heute im Haus-, Hof- und Staatsarchiv aufbewahrt werden.
Eine der Urkunden aus dieser Sammlung beinhaltet die Schenkungen von Ländereien eines Mönchs namens Rudolf und dessen Bruders und Advokaten, dessen Name nicht bekannt ist, an das Kloster Mondsee und ist somit die älteste urkundliche Erwähnung Regaus.

„Es ist allen Gläubigen bekannt, dass sie sich mit vergänglichen Dingen ewigen Lohn erwerben können, der niemals zur Neige geht. Daher übergebe ich unwürdiger Mönch mit Namen Rudolf zusammen mit meinem Bruder, der mein Anwalt ist, dem Hl. Erzengel Michael alles, was mir seitens des Vaters und mütterlicherseits durch das Erbrecht zugefallen ist an dem Ort, der Rebegau genannt wird, das Haus mit dem Hof, den Ländereien, den Wiesen, Wäldern, Weiden, Teichen und fließenden Gewässern, den beweglichen und unbeweglichen Gütern, den kultivierten und unkultivierten, den Eigentumsrechten, was auch immer so heißt und genannt werden kann, allerdings unter der Bedingung, dass, solange ich lebe, ich die freie Verfügungsgewalt habe und es nach meinem Tode mit allen Vorteilen an den Heiligen Michael fallen möge. Und es sind viele Ohrenzeugen herbeigezogen worden. Dieser Vertrag wurde abgefasst in Mondsee in der Basilika des Hl. Michael, am 11. Juni, Freitag.“

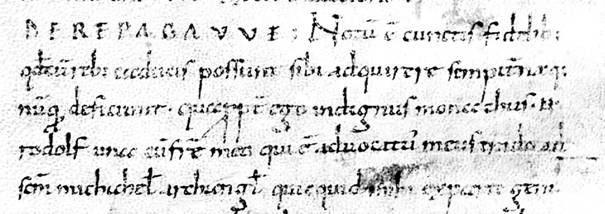
Erste urkundliche Erwähnung von Regau

Die Verfasser der in lateinischer Sprache verfassten Urkunde verzichteten also auf die Angabe einer Jahreszahl, wodurch der genaue Zeitpunkt der ersten Erwähnung Regaus in einer Urkunde bis heute nicht eindeutig geklärt werden konnte. Es gab jedoch mehrere Versuche, die Jahreszahl anhand der Angabe 11. Juni, Freitag zu rekonstruieren.
Der erste Historiker und Chronist, der sich mit der Heimatgeschichte von Regau genauer auseinandersetzte, war der Regauer Pfarrer Alois Obermüller (Amtszeit 1882 bis 1898). Obermüller datiert die erste Erwähnung des Ortes auf den 29. Mai 800, wobei die Jahreszahl überschrieben ist. Die weiteren Chronisten stützen sich auf diese erste Angabe, wobei es jedoch immer leichte Abweichungen sowohl beim Datum als auch bei der Jahreszahl gab.
In der Urkunde selbst wird das Verfassungsdatum als “III id. Iun., feria VI.” – “tertia idus Iunii, feria sexta” (deutsch: „Am dritten Tag vor den Iden des Juni, Freitag“) – angegeben. Dieses Datum würde nach dem römischen Kalender dem 11. Juni entsprechen. Im in Frage kommenden Zeitraum um das Jahr 800 stimmen die beiden Angaben „11. Juni“ und „Freitag“ nur in den Jahren 779, 784, 790, 801, 807, 812 und 818 n. Chr. überein.
Eine genauere Datierung ist nicht möglich, doch anlässlich der bevorstehenden 1200-Jahr-Feier der Gemeinde wurde entschieden, die in den Chroniken verwendete Jahreszahl 800 aufzugreifen und die nach den oben angeführten Jahreszahlen am ehesten zutreffende, nämlich 801, zu verwenden. Daher feierte Regau im Juni 2001 sein 1200-jähriges Jubiläum und gehört somit zu den am frühesten bezeugten Gemeinden im Bezirk Vöcklabruck.

## Grafen von Rebgau

### Allgemeines
Nachdem das Bairische Herzogtum in das fränkische Reich eingegliedert worden war, nahmen ab dem Jahr 1000 vor allem in der Region um Regau der Einfluss und die Bedeutung der Bistümer und Klöster zu. In der Region des heutigen Bezirkes Vöcklabruck waren das Bistum Bamberg und das Erzbistum Salzburg Eigentümer großer Ländereien. Andere Besitzformen waren zu dieser Zeit Adelsgüter und Höfe kleinerer Leute, welche mit großer Wahrscheinlichkeit bis zur bairischen Landnahme zurückreichten. Diese Adelshäuser erlangten vor allem nach dem Zerfall des Karolingerreiches große Bedeutung.
Eines dieser Adelsgeschlechter waren die Grafen von Rebgau, die vor allem im 12. Jahrhundert die Ereignisse in und um Regau beeinflussten. Über die Abstammung dieses Grafengeschlechts herrscht keine eindeutige Klarheit – ihre Wurzeln lagen höchstwahrscheinlich bei einer Adelsdynastie im Waldviertel, wo sie im so genannten Poigenreich ihren Hauptsitz hatten. Diese These stützt sich auf die ebenfalls geläufigen Bezeichnungen des Adelshauses als „Grafen von Rebgau-Poigen“ und „von Poigen-Rebgau“. Oder jene stammen von den Rebgauern ab, möglicherweise als ein Zweig der Grafen von Burghausen, Schala und Plain aus dem Raum Salzburggau.

### Besitzungen
Den Grafen von Rebgau gehörten die Gebiete der heutigen Orte Regau, Vöcklabruck und Aurach, der Landstrich südlich der Ager, Teile des östlichen Traunseeufers und im Osten die Umgebung von Viechtwang. Darüber hinaus war eine Kapelle bei Vöcklabruck in ihrem Besitz, welche zu diesem Zeitpunkt den Hl. Michael zum Patron hatte und heute als Oberregauer Vituskircherl geläufig ist. Zudem ist anzunehmen, dass die Grafen neben Hofämtern auch Dienstleute in Schöndorf, Loch, Wankham, Raschbach und Traunstein hatten, was auf weitere Ländereien schließen lässt. Etwas südlich von Unterregau gehörte das Gebiet um den Viertberg zum Einzugsbereich der Grafen, bis es Graf Gebhard in späterer Folge dem Kloster Asbach, welches ein Bamberger Kloster war, übergab. Neben diesen Ländereien in und um Regau beerbten die beiden Brüder Adalbert und Gebhard ihren Onkel Wolfker von Poigen-Stein und erhielten dadurch auch reichen Besitz in Niederösterreich südlich der Donau. Nach dem eigentlichen Aussterben der Grafen von Poigen um 1156 besaßen die beiden Brüder bereits Güter im Horner Becken und so nannten sie sich deshalb Gebhard von Hohenegg und Albert von Stein (vermutlich eine kleine Feste bei Altenburg).
Als das Geschlecht der Grafen von Rebgau um das Jahr 1188 ausstarb, dürfte ihr gesamter Besitz auf den Landesfürsten Leopold V., den sie als Erben eingesetzt hatten, übergegangen sein. Als Besitznachfolger für Regau sind die Babenberger beurkundet, welche die Regauer Grafen sogar als Progenitores (Vorfahren) bezeichneten. Die Babenberger verliehen ihr Regauer Erbe großteils weiter, wobei die Herren von Ort wohl die größten Abnehmer dieser Ländereien waren.

### Graf Adalbert II. von Rebgau

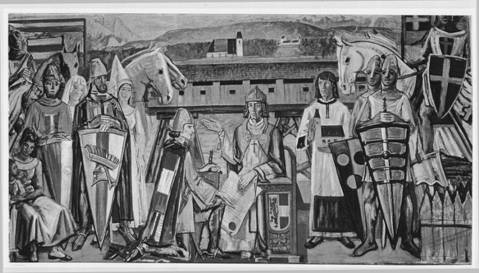
Verkauf der Vöcklabrücke

Die Ländereien um Regau hatte der Graf Adalbert II. wahrscheinlich bei der Teilung des Erbes mit seinem Bruder Gebhard erhalten. Über sein Leben ist sehr wenig bekannt, fest steht jedoch, dass er im Zeitraum zwischen 1122 und 1160 des Öfteren als Zeuge und Unterfertiger bei Urkunden auftrat. In einer Urkunde des Erzstiftes Salzburg wird der Verkauf der Vöcklabrücke von Adalbert II. an den Edlen Pilgrim von Weng am 29. August 1134 dokumentiert, was somit die erste Erwähnung der Stadt Vöcklabruck bedeutet.
Auf Bitten des Abtes Ulrich II. von Kremsmünster überließ Graf Adalbert II. von Rebgau sechs Huben zwischen dem oberen und unteren Thissenbach bei Viechtwang dem Kloster Kremsmünster. In weiterer Folge übergab er dem Kloster zusätzlich zwei Huben in Viechtwang, aber nur unter der Bedingung, dass dort eine Kirche errichtet wird. Der Bau dieser Kirche erfolgte wenig später und sie wurde am 27. Dezember 1159 eingeweiht. Die Söhne des Grafen wollten diese Schenkungen nicht akzeptieren und versuchten sie gewaltsam zurück in ihren Besitz zu bringen. Erst bei einer Entschädigung in der Höhe von fünf Talenten Silber gaben die Brüder ihr Anliegen auf.

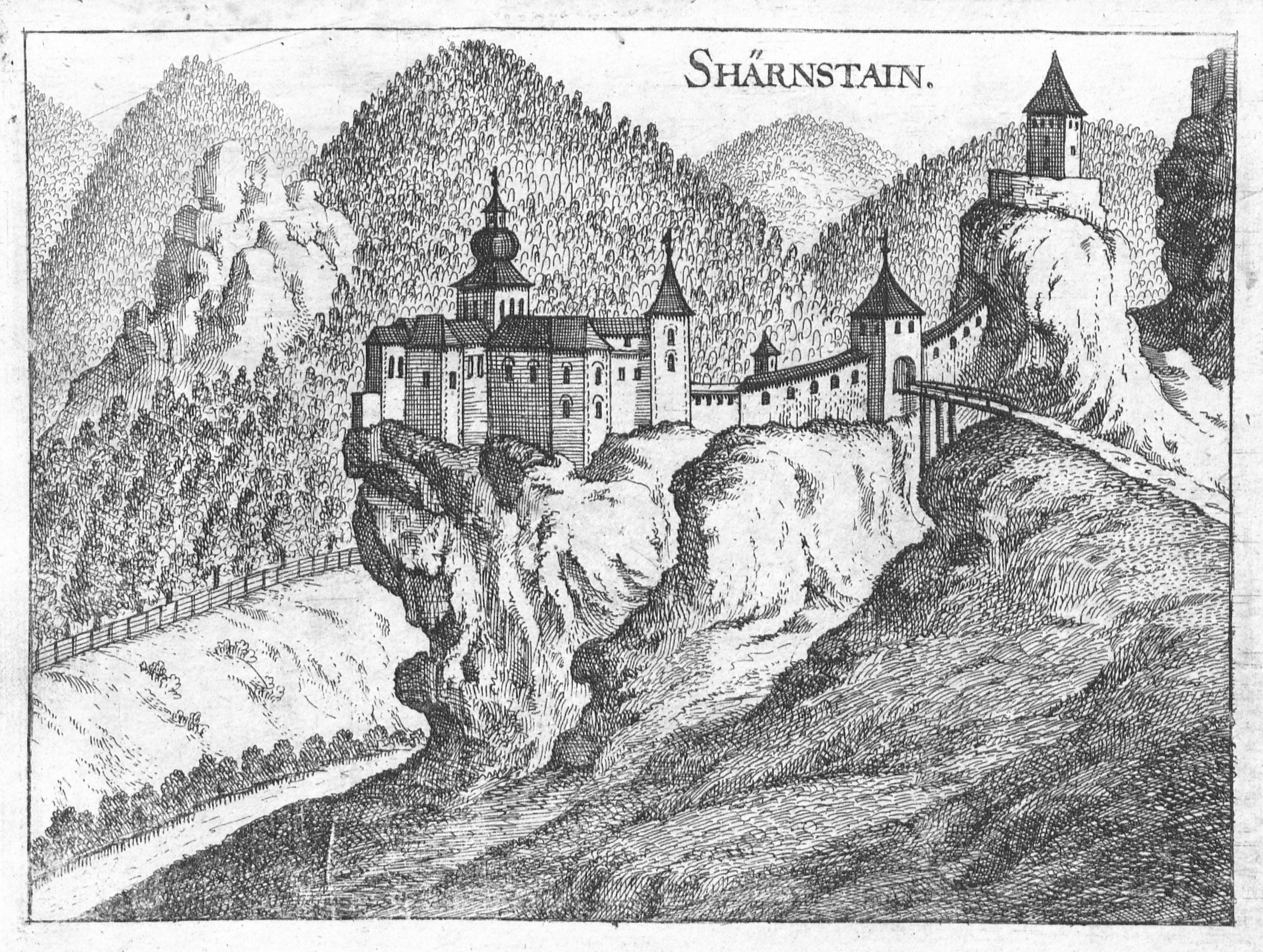
Die Burgruine Scharnstein

An der Burg Scharnstein ist ein Hinweisschild angebracht, welches die Grafen von Rebgau als Erbauer der Burg bezeichnet, was wohl auch mit den oben genannten Schenkungen im Zusammenhang steht.
In weiterer Folge bezeugte Adalbert II. mit seinen Brüdern im Jahr 1135 eine Schenkung des Markgrafen nach Aldersbach und trat ein Jahr später als Zeuge beim Stiftungsbrief von Klosterneuburg in Erscheinung. Weiters fertigte er die Stiftungsurkunde seiner Schwägerin Hildburg, die 1144 nach dem Tod ihres Gatten Gebhard mit ihrem Sohn Hermann das Benediktinerstift St. Lambrecht in Altenburg im Waldviertel gründete.
Im Jahre 1159 schien Adalbert II. von Rebgau zum letzten Mal urkundlich als Zeuge auf, als Bischof Konrad von Passau die Kirchen St. Ägid und Schöndorf dem Stift St. Florian übergab. Vermutlich ist der Graf um 1160 verstorben.
Graf Adalbert II. und seine Gemahlin Gertrud hatten zwei Söhne, Adalbert III. und Gebhard II. Die beiden Söhne waren mit den Schenkungen der Eltern nicht zufrieden, da sie im Jahre 1160 versuchten, die Schenkungen in Viechtwang rückgängig zu machen. Bezeugt ist eine Wallfahrt von Adalbert III. um 1169 nach St. Gilles in Frankreich, doch dürfte er relativ bald, im Jahre 1173, kinderlos verstorben sein. Sein Bruder Gebhard II. schien im Jahre 1180 bei einer Schenkung des Viertberges in Regau auf, doch auch er blieb kinderlos.
Deshalb ist anzunehmen, dass die Grafen von Rebgau um etwa 1185 ausstarben, denn in diesem Jahr übergab Graf Konrad von Rachiz, welcher als Erbe von Gebhard bezeugt wurde, in Gegenwart des Herzogs Leopold dem Stift Klosterneuburg sein geerbtes Gut in Lehen in Laa. Das Grafengeschlecht von Rebgau ist noch vor dem Jahr 1189 ausgestorben, denn schon am 4. Jänner bezeichnete sich der Babenberger Herzog Leopold von Österreich als Erbe der Grafen Adalbert und Gebhard von Rebgau und ihres Vaters Adalbert.

### Wappen
Die Geschichte über das Wappen der Grafen von Rebgau-Poigen und vor allem ihr Einfluss auf die Österreichische Nationalflagge sind bis heute nicht eindeutig geklärt. Eine Theorie ist, dass die Babenberger das Wappen des rot-weiß-roten Bindenschildes vom Geschlecht der Rebgau-Poigen als Landeswappen für Österreich übernommen hatten.

### Burg
Die Existenz einer Burg in Regau sowie deren genauer Standort kann nicht exakt belegt werden, dennoch ist es sehr wahrscheinlich, dass es zur Zeit der Grafschaft Rebgau eine Burg in Regau gegeben hat. Ein möglicher Standort könnte die kleine Ortschaft Burgstall bei Oberregau gewesen sein, denn nicht nur der Name der Ortschaft, sondern auch ein möglicher unterirdischer Gang von der Burg zur Kirche liefern Hinweise.
Am wahrscheinlichsten ist jedoch die Annahme, dass sich die Burg um die heutige Vituskirche in Oberregau erhoben hatte, da im Jahre 1492 deren Kirchweihe noch Hofkirchweihe hieß und zudem bei Renovierungsarbeiten um die Jahrtausendwende noch nicht registrierte Mauerreste der alten Burg entdeckt wurden.

### Unterirdische Gänge und Gräberfunde
Im Gemeindegebiet existieren mehrere Sagen von unterirdischen Gängen. Einer dieser Gänge soll von der Oberregauer Kirche über die Rebgauer Burg nach Burgstall, ein weiterer von der Kirche nach Schalchham geführt haben. Weitere Gänge und unterirdische Höhlen werden in Unterkriech, Hinterbuch, Schacha und Himmelreich vermutet. Belege für ihre tatsächliche Existenz gibt es nicht. Neben diesen der Volksphantasie entspringenden unterirdischen Gänge wurde in den Jahren 1931 und 1932 im Zuge der Umlegung des Schalchhamerberges ein gemauerter Schacht mit menschlichem Gerippe freigelegt. Um das Jahr 1922 kamen zwei beigabenlose Körpergräber und in den 1950er-Jahren zwei weitere Gräber in Schalchham und weitere beigabenlose Körpergräber in Wankham zu Tage.

## Regauische Aigen und Hofmark Regau
Nach dem Aussterben der Grafen von Rebgau war der Distrikt Regau im Besitz des Landesfürsten, der diese Besitzungen mit großer Wahrscheinlichkeit an die Herrschaft Ort bei Gmunden weiterverlieh. Später übernahmen die Herren von Wallsee den Besitz Ort von 1344 bis 1483 und damit auch Regau.
Als am 20. August des Jahres 1456 die wallseeischen Güter geteilt wurden, erhielt Wolfgang V. von Walsee das Amt Regauisch-Aigen (auch Eigen). Zudem ist den Mattseer Urkunden zu entnehmen, dass sich in den Jahren 1362, 1375 und 1380 auch freie Regauische-Aigen-Güter in den Orten Bierbaum, Aierzelten und Mösendorf befanden. Die Regauischen Aigen entsprechen Ritterslehen der Rebgauer Grafen, die bei der Zertrümmerung des Besitzes des Grafengeschlechts nach dessen Übergang an den Landesfürsten in Händen der Lehensnehmer verblieben, und waren in die drei Ämter Galtenbrunn (bei Vöcklabruck), Ramtesberg (Ungenach) und Oberregau eingeteilt.
Verwaltet wurden diese Regauischen Aigen mit großer Wahrscheinlichkeit vom Landschreiberamt zu Enns. Ab 1498 existierte ein eigenes Vizedomamt, dem das Amt der Regauischen Aigen unterstellt war. Urbare aus dem frühen 16. Jahrhundert führen nur noch bäuerliche Inhaber auf (Beutellehen). 1598 lag der Sitz des Amtsmannes in Vöcklabruck.

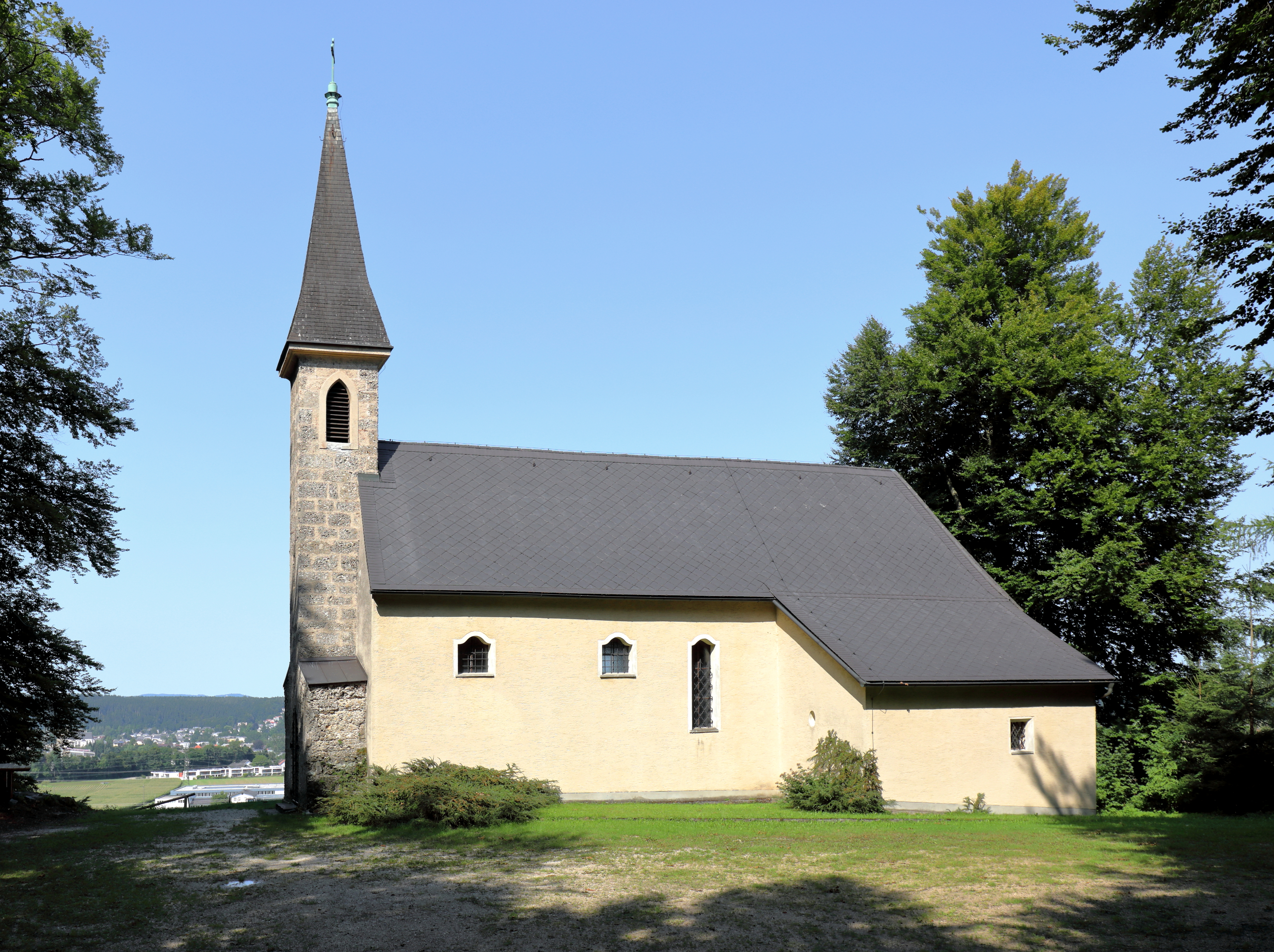
Das Oberregauer Vituskircherl

Grundsätzlich wurden Verbrecher nach dem Ehaft Thätung (mhd.: „rechtsgültige Gerichtsverhandlung“) nicht vom Landgericht, sondern vom jeweiligen Amtmann behandelt und wurden in weiterer Folge zur rechtlichen Exekutierung an das kaiserliche Vizedomamt nach Linz überstellt. Die Gerichtsversammlung wurde jährlich am ersten Mittwoch nach Ägidius beim Vituskircherl in Oberregau gehalten. Das Amt der Regauischen Aigen blieb bis zum Jahr 1850 bestehen und war ein bis zu diesem Zeitpunkt dem Landesherrn direkt unterstelltes Landesgericht.
Im Zuge eines Befehles von Kaiserin Maria Theresia, alle vizedomischen Besitzungen zu veräußern oder zu verpachten, wurde das Regauer Amt am 7. April 1755 vom Grafen Reinhold von Andlern, der zugleich Präsident der k. & k. Repräsentation war, käuflich erworben. Später fielen die Ländereien zuerst an den Stadtrichter von Vöcklabruck, Georg Hörlesberger, und im Jahr 1767 an Ludwig von Frey.
Das Camerische Landgericht bezeichnete in der Grenzbeschreibung vom 17. Dezember 1581 die Ortschaft Regau als eine Hofmark. Auch das Grundbuch der Herrschaft Puchheim führt eine „Hoffmarch Reeger“ an, die als eine „uralt befreyte Hoffmarch“ beschrieben wird. Zudem hatten die Reegerer nach diesem Urbar das Recht, Verbrecher selbst zu arrestieren, wobei jedoch zur Aburteilung der betreffenden Malefiz-Personen die Herrschaft Puchheim zu Rate gezogen wurde.
Erwähnt wird die Hofmark Reger auch im Zusammenhang mit dem Geschlecht der Polheimer, das im Jahr 1581 seine drei Hofmarken Unterregau, Timelkam und Puchkirchen als Enklaven im Landgericht Kammer erwähnte.

## Reformation
Die Zeit der Reformation war für Regau eine Epoche sozialer Unruhen. Die Bevölkerung Regaus bestand zu jener Zeit zu einem großen Teil aus Bauern. Diese klagten schon lange unter dem Druck ihres Grundherrn, im 16. Jahrhundert begannen sie ihre Unzufriedenheit öffentlich kundzutun. 1525 erschienen 500 Bäuerinnen und Bauern in der Stadt Vöcklabruck um die Bürger der Stadt von ihren Absichten zu überzeugen und um ein Bündnis gegen den Adel einzugehen. Die Bürgerschaft ließ sich hingegen nicht überzeugen und die aufständischen Bauern wurden verhaftet. In den darauffolgenden Jahren nahmen die Beschwerden gegen die Religion zu, woraufhin es vermehrt zu Übertritten der Bevölkerung zur Lehre Luthers kam.

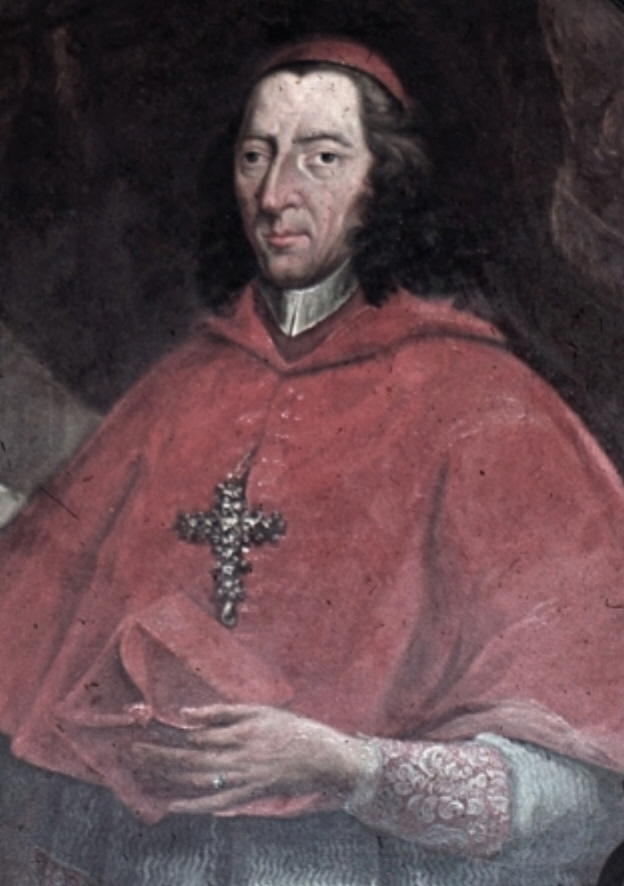
Joseph Dominikus von Lamberg

Im Jahre 1626 tobte die Bauernschlacht bei Pinsdorf. Mehr als 6000 protestantische Bauern kämpften mehrere Stunden lang gegen die Truppen des Grafen Gottfried Heinrich zu Pappenheim. Die Bauern unterlagen; die tausenden getöteten Männer wurden in Pinsdorf zu einem „Bauernhügel“ getürmt. Die Überlebenden konnten größtenteils in Richtung Rutzenmoos und Vöcklabruck fliehen.
Nachdem dem Ende des Oberösterreichischen Bauernkriegs begann vor allem in der Region um Rutzenmoos der Geheimprotestantismus, der über hundert Jahre andauerte. Während des Dreißigjährigen Krieges und nach dessen Ende wurden die Maßregelungen für die Ausrottung des Protestantismus nicht allzu streng angewendet und viele Regauer hielten am lutherischen Glauben fest.
Gerade aus der Region um Regau war bekannt, dass sich dort vermehrt heimliche Anhänger des Protestantismus befanden und sogar manchmal in der Reichsgrafschaft Ortenburg bei Passau an lutherischen Gottesdiensten teilnahmen. Aus diesem Grund wurde Regau vom Passauer Bischof, Graf Joseph Dominikus von Lamberg, beschuldigt, nicht hart genug gegen die Protestanten vorzugehen. Der Bischof begab sich im 1732 persönlich zur Visitation nach Regau, wo er feststellen musste, dass sein Vortrag nur wenig Interesse fand.
Im Juni des Jahres 1752 wurden Anhänger des lutherischen Glaubens gegen ihren Willen nach Siebenbürgen übersiedelt. Die Zahl dieser zwischen den Jahren 1752 und 1755 ausgemusterten Personen wird auf ungefähr 50 geschätzt.

## Entstehung und weitere Geschichte der Pfarrgemeinden

### Evangelische Pfarre Rutzenmoos

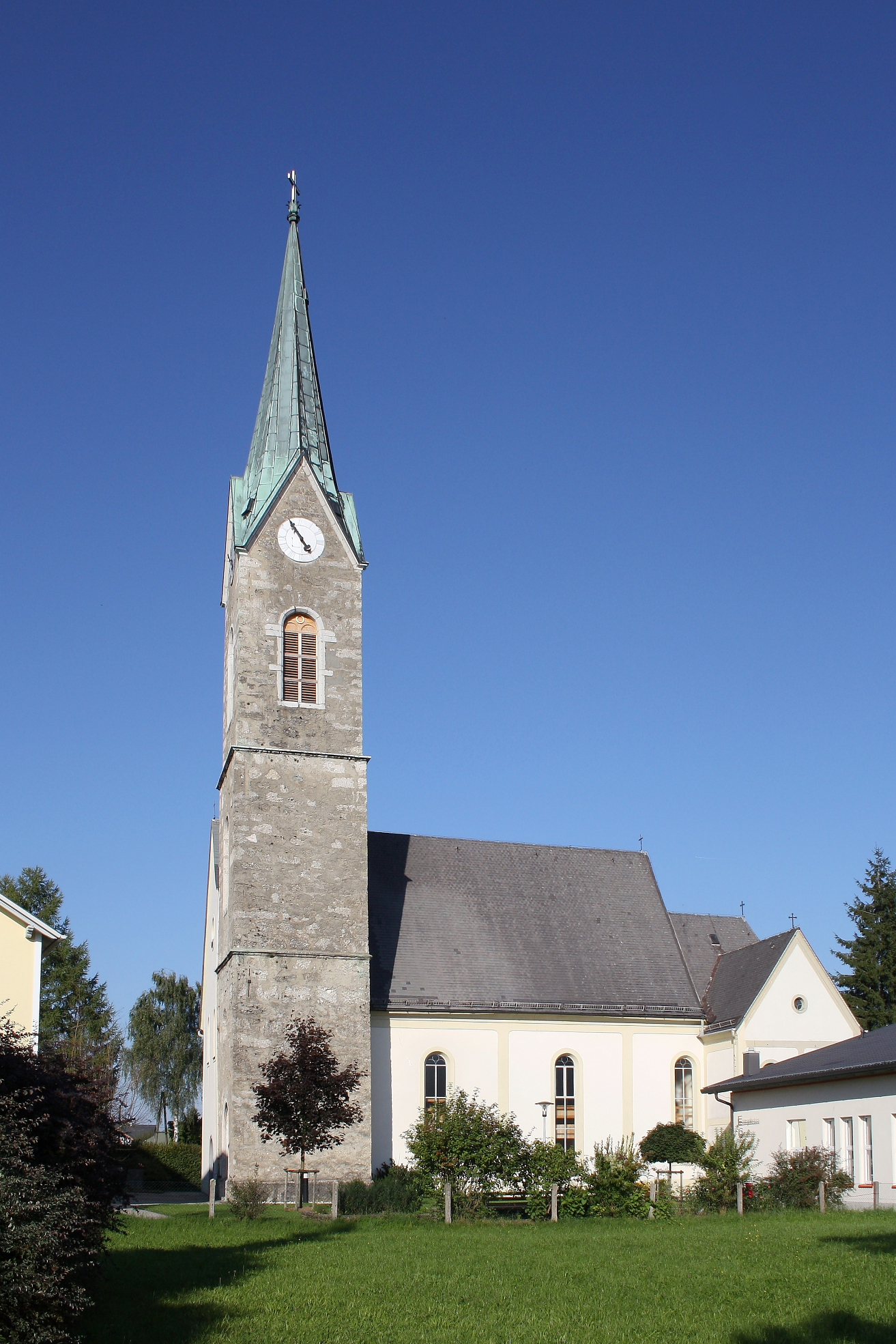
Evangelische Pfarrkirche Rutzenmoos

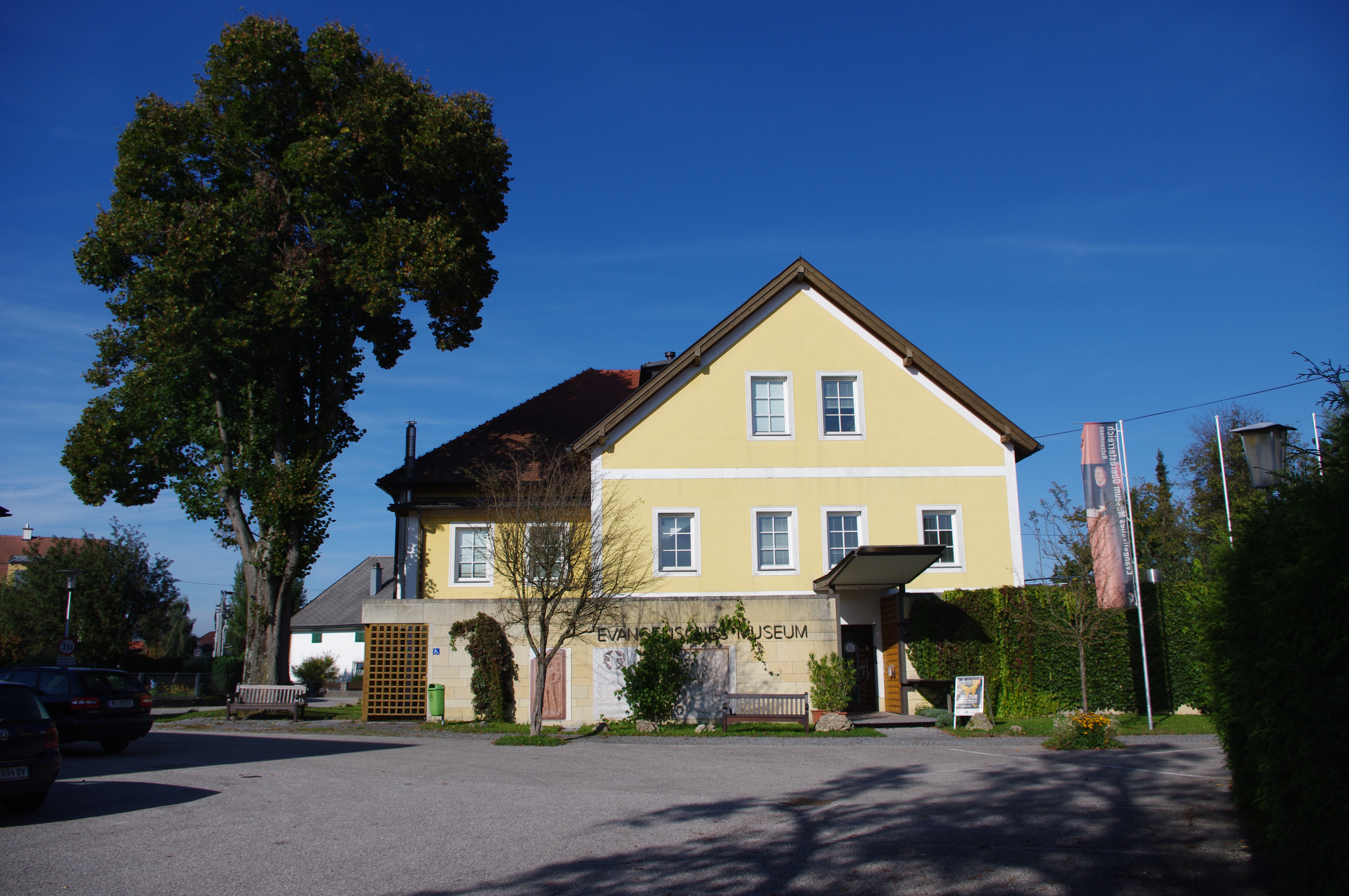
Evangelisches Museum Oberösterreich

Als Kaiser Joseph II. am 13. Oktober 1781 das erste Toleranzpatent erließ, wurde allen Angehörigen der verschiedenen Konfessionen die Gleichberechtigung gewährt. Nach einem Rundschreiben im Jahr 1782 der k. & k. Kreishauptmannschaft sollten die „Akatholiken“ der Region selbst entscheiden, ob sie sich dem Bethaus in Goisern, Wels oder Wallern anschließen wollten. Da sich die Größe der evangelischen Gemeinde um Regau auf 536 Personen belief, wurde im August 1782 die Gründung einer evangelischen Gemeinde in der Ortschaft Pilling – gelegen etwas südöstlich von Rutzenmoos – bewilligt. Der erste Gottesdienst der Pillinger evangelischen Gemeinde fand am 1. Dezember 1782 in einer Wagenhütte statt, die nötigen finanziellen Mittel für die Errichtung eines Bethauses und für die Anstellung eines Pastors kamen durch die Spendenbereitschaft der Gläubigen rasch zusammen. Am 3. August 1783 erfolgte die Einweihung des Toleranzbethauses, im selben Jahr nahm die Gemeinde offiziell den Namen Rutzenmoos an.
Bereits 1782 erhielt die Gemeinde eine evangelische Privatschule. Als erster Pastor der evangelischen Gemeinde wurde Johann Gottlieb Tritschler eingestellt. Protestanten aus Attersee und Vöcklabruck, wo keine evangelische Gemeinde gegründet werden konnte, schlossen sich der Pillinger Gemeinde an, die 1793 gezählte 1510 Einwohner hatte. Viele Einwohner traten nun offen zum Protestantismus über und ließen sich auch nicht von einem sechswöchigen Unterricht im katholischen Glauben umstimmen, welcher vom Hofdekret eingeführt wurde.
Pfarrkirche Rutzenmoos: Ab 1864 wurde das Bethaus zu einem Kirchengebäude mit Glockenturm umgebaut. Neben der Einrichtung der Pfarrgemeinde Vöcklabruck im Jahre 1870 gingen zahlreiche weitere Pfarrgemeindegründungen von Rutzenmoos aus, darunter die Pfarrgemeinden Attersee, Gmunden, Braunau, Lenzing-Kammer, Schärding und Schwanenstadt.
Im Jahre 1960 wurde der Rutzenmooser Posaunenchor gegründet, zwei Jahre später konnte der neue Gemeindesaal als Jugendheim eingeweiht werden, wobei er 1999 als Gemeindezentrum erweitert wurde. Als Pfarrgemeinde mit großem Einfluss in seinen jungen Jahren erhielt Rutzenmoos schließlich das Evangelische Museum Oberösterreich, das in der alten Volksschule Rutzenmoos eingerichtet und am 16. Juni 2000 eröffnet wurde. Heute erstreckt sich die Pfarrgemeinde Rutzenmoos weit über die Gemeindegrenzen von Regau hinaus und besitzt eine Predigtstelle in Attnang-Puchheim.

### Römisch-katholische Pfarre

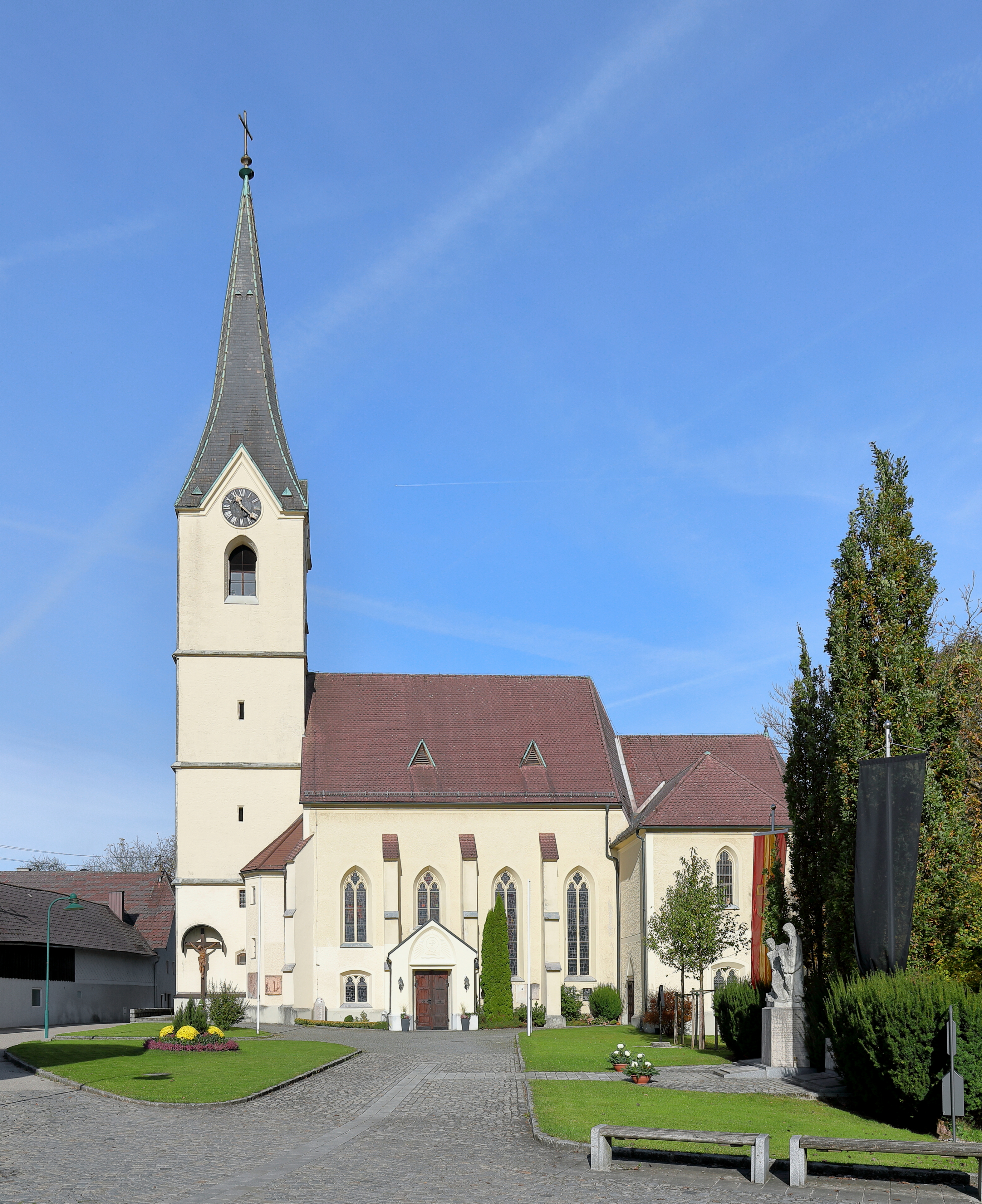
Katholische Pfarrkirche Regau

Obwohl bereits im Jahr 1390 von einer „Regauer Pfarr“ und 1413 von der „Niederregauer Pfarre“ die Rede war, gehörte das Pfarrgebiet Regau schon immer zur Pfarre Schöndorf. Nachdem 1732 der Passauer Bischof eine Lokalkaplanei hatte errichten lassen, wohnte in Regau ein Priester. Ab dem Jahre 1745 bemühte sich die Gemeinde Regau um eine selbstständige Pfarre. Im Zuge einer Verordnung um 1750 von Kaiserin Maria Theresia, im ganzen Land Missionsstationen zu errichten, übernahmen im Jahre 1752 zwei Kapuzinerpater und ein Laienfrater aus Gmunden die Mission in der Gemeinde.
Erst im Jahre 1778 wurde ein Lokalkaplan namens Matthias Mödlhammer vom Stift St. Florian geschickt, jedoch wurden die Tauf-, Hochzeits- und Sterbebücher weiterhin in Vöcklabruck geführt. Zu dieser Zeit wurden 434 katholische Familien mit 2190 Personen und 185 Anhänger des Protestantismus genannt. Im Jahr 1786 waren 1900 Katholiken und etwa 300 Evangelische zu verzeichnen.

Pfarrkirche Regau im frühen 19. Jahrhundert

1784 übernahm der Theologieprofessor Franz Freindaller die Seelsorge in Regau, und da ab Mai desselben Jahres Matrikenbücher geführt wurden, gilt dieses Jahr auch als das Gründungsjahr der Pfarre in Regau. Formalrechtlich wurde Regau erst 1892 eine Pfarre.
Neben der Pfarrkirche Regau und dem Vituskircherl gehört der Pfarre das Pfarrheim, welches 1953 unter Kaplan Josef Friesenecker als Jugendheim errichtet wurde. Im Jahre 1952 wurde ein neuer Friedhof außerhalb des Ortskerns angelegt, wobei der alte Friedhof an der Kirche aufgelassen wurde.
Da die Pfarrgemeinde im Augustiner-Chorherrenstift St. Florian inkorporiert ist, bezieht die Gemeinde auch von dort ihre Priester.

## Koalitionskriege
Nach der Machtübernahme Napoleon Bonapartes überschritten die Franzosen die Grenzen des heutigen Österreichs in den Jahren 1800, 1805 und 1809. Am 17. Dezember 1800 ereignete sich zwischen Regau und Vöcklabruck eine Schlacht – die österreichischen Truppen mit drei Regimenten Kavallerie und zwei Regimenten Infanterie lauerten dem Feind auf. Die Schlacht ging jedoch an die Franzosen, die insgesamt drei Generäle und 5000 Mann gefangen nahmen.
In den folgenden Jahren wurde das Land vermehrt von Truppen durchschritten und geplündert, was zu einem Anstieg der Preise für Lebensmittel führte; die Bevölkerung verarmte.

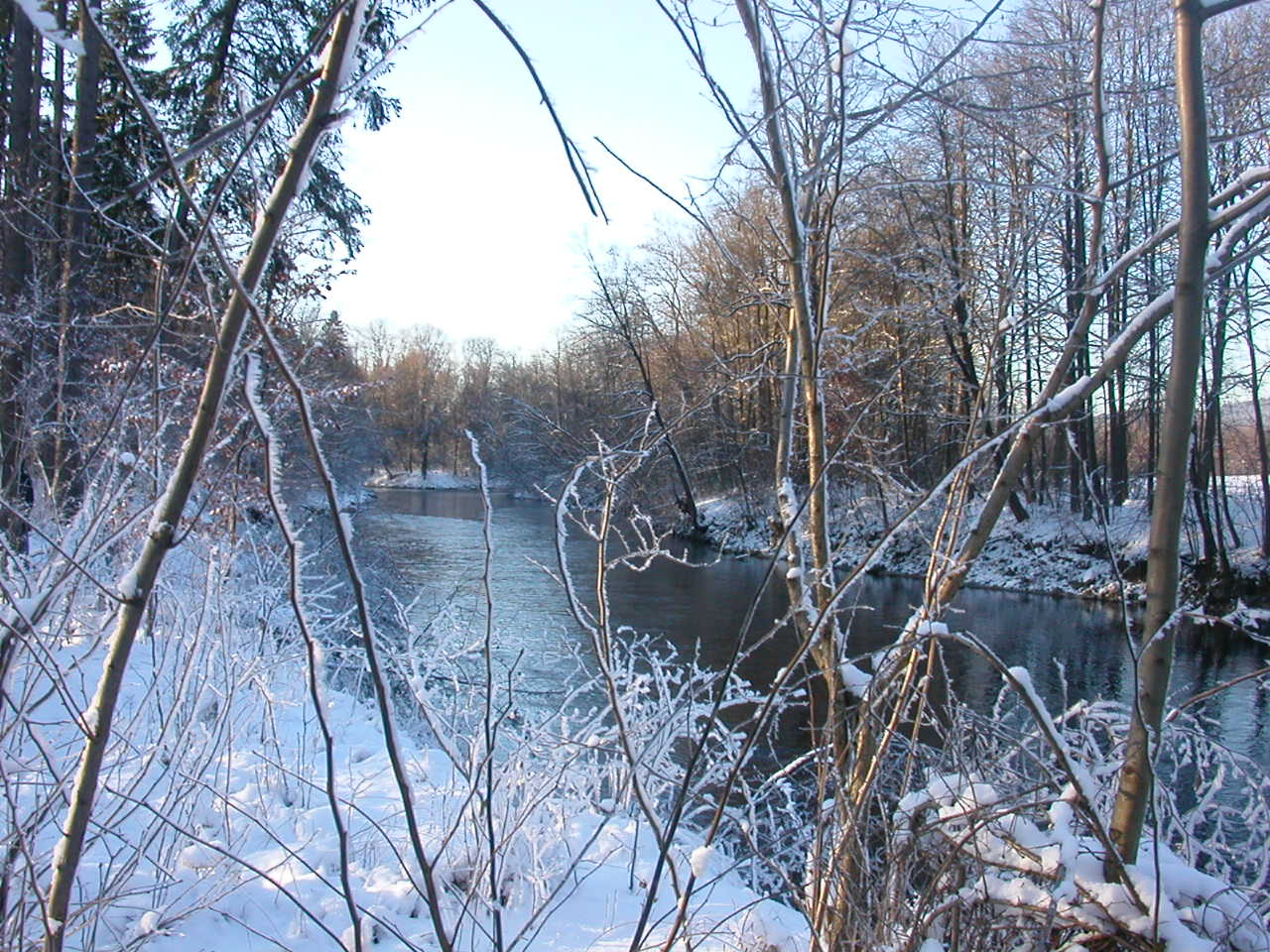
Der damalige Grenzfluss Ager bei der Ortschaft Schalchham – Blick von Regau nach Vöcklabruck

Im Zuge des Fünften Koalitionskrieges (1809) kam das Hausruckviertel bis 1816 an Bayern, Regau blieb jedoch ein Bestandteil Österreichs. Die damalige Staatsgrenze war mit der Ager festgelegt, bei der Agerbrücke wurde ein Mauthaus eingerichtet.
Um Regau vor den marodierenden Franzosen zu schützen, wurde 1814 eine Landwehr eingerichtet. 1827 regte der Korporator Jakob Fleischanderl die Umwandlung dieser Landwehr in eine Bürgergarde an, welche Kameradschaft pflegen, Feste verschönern und friedlichen Zwecken nachgehen sollte. 1827 gilt somit als Gründungsjahr des „Uniformierten Bürgerkorps Regau“. Zwei Jahre später, beim Fronleichnamsfest, trat die Garde zum ersten Mal in jener Uniform auf, die Elemente der französischen Uniformen enthält und noch heute getragen wird. Bereits 1817 war die „Bürgerkapelle Regau“ gegründet; sie trägt heute den Namen „Bürgerkorpskapelle Regau“ und fungierte schon in jungen Jahren als Musikzug der Bürgergarde.

## Gründung der Gemeinde
Als im Jahr 1850 eine grundlegende Neuordnung der verwaltungsrechtlichen und politischen Einteilung in Österreich durchgeführt wurde, wurden Bezirkshauptmannschaften und Gemeinden errichtet.
Kurz nach dieser Konstituierung erklärten die Katastralgemeinden Rutzenmoos, Oberkriech und Neudorf ihre Bereitschaft sich aus wirtschaftlichen Gründen in die Gemeinde Regau einzugliedern. Zudem gab es besonders in Regau die Bestrebungen, auch die Katastralgemeinde Wagrain und somit die Ortschaften Schalchham, Lixlau, Oberregau, Lahn, Roith und Schöndorf zu einer politischen Gemeinde zu vereinigen.
Als leitende Personen in diesem Prozess traten Herr  Schneider von Regau und Jakob Leitner aus Schalchham hervor. Sowohl die Bezirkshauptmannschaft als auch der damalige Stadtpfarrer sowie viele andere wichtige Bewohner von Vöcklabruck versuchten vergeblich, dieser Entwicklung entgegenzuwirken. Die Gemeinde Regau wurde schließlich aus Wagrain, Rutzenmoos, Oberkriech, Neudorf und Unterregau gebildet – dieses Gebilde zählte bereits zu dieser Zeit 3647 Einwohner und somit war die Gemeinde Regau die weitaus größte im Bezirk Vöcklabruck. Das neue Gemeindegebiet war im Norden durch die Gemeinden Vöcklabruck, Ungenach und Pilsbach, im Osten von Attnang, Desselbrunn und Ohlsdorf und im Süden von den Gemeinden Schörfling, Timelkam und wiederum Vöcklabruck begrenzt. Die Fläche der Gemeinde betrug insgesamt 4424 ha und umfasste 47 Ortschaften.
Die Gemeinde Vöcklabruck hingegen wurde nunmehr auf die Stadt beschränkt und zählte lediglich 1332 Einwohner. Sie war von drei Seiten vom Gebiet der Gemeinde Regau umgeben und versuchte sich das Gebiet der Katastralgemeinde Wagrain zu sichern. Für Regau wiederum war Wagrain vor allem in wirtschaftlicher Hinsicht das bedeutendste Gebiet.
Noch im Jahre 1850 fanden öffentliche Wahlen statt, in deren Folge konstituierte sich die Gemeindevertretung. Erster Bürgermeister wurde Franz Puchegger. 1873 erhielten Regau und Rutzenmoos je ein Postamt, eine Freiwillige Feuerwehr wurde in Regau 1889 und 1892 in Rutzenmoos eingerichtet. 1886 wurde die Salzkammergutbahn-Haltestelle in Wankham in Betrieb genommen.

## Erster Weltkrieg
Durch einen Gemeindeboten wurde in Regau am 31. Juli 1914 die Anordnung der allgemeinen Mobilmachung bekannt gegeben; bereits am nächsten Tag mussten 400 Männer nach einer kirchlichen Ansprache des Pfarrers zum Kriegsdienst im Ersten Weltkrieg einrücken. Um die Versorgung der Bevölkerung mit Mehl, Brot und Getreide auch während des Krieges aufrechtzuerhalten, wurden so genannte Brot- und Mehlkarten ausgegeben.
Am 24. Mai 1915 wurde im Schulhaus von Regau eine 240-köpfige Marschkompanie Tiroler Kaiserjäger einquartiert. Im Juni desselben Jahres lieferte Regau im Zuge einer groß angelegten Metallsammlung drei Glocken vom Turm der Pfarrkirche an das Kriegsministerium ab.
Um der hohen Kriminalität der Nachkriegsjahre Herr zu werden, erhielt Regau am 1. November 1919 einen Gendarmerieposten. Zum Gedenken an die Kriegsopfer wurde am Dorfplatz von Regau ein Denkmal errichtet, in welchem die Namen aller Gefallenen der Gemeinde Regau eingraviert wurden. Ursprünglich wurde die Opferanzahl auf etwa 80 Tote geschätzt, jedoch ergab eine Erhebung des damaligen Denkmalausschusses, dass 131 Regauer im Ersten Weltkrieg fielen.

## Nationalsozialismus
Bereits in den 1930er Jahren beklagte die Bezirkshauptmannschaft Vöcklabruck, dass in Regau immer häufiger Gebäuden mit Hakenkreuzen bemalt wurden. Die Behörden zwangen daraufhin bekannte nationalsozialistische Parteianhänger „Putzscharen“ aufzustellen, um die Mauern wieder zu reinigen.
Durch den Anschluss Österreichs an das Deutsche Reich im Jahr 1938 wurde die Gemeinde Teil des „Reichsgaus Oberdonau“. Neben grundlegenden politischen Umwälzungen erfuhr Regau auch massive Einschnitte in das Gemeindegebiet. Am 25. Mai 1938 verfasste der Vöcklabrucker Bürgermeister Resl an den Regauer Bürgermeister Schwarzäugl folgenden Text:

„Der Stadtgemeinde Vöcklabruck wird als künftiger Kreisstadt und als Wirtschaftszentrum des großen politischen Bezirkes Vöcklabruck unter der nationalsozialistischen Führung eine Aufgabe zufallen, die über den gewöhnlichen Wirkungskreis einer Gemeinde weit hinausgeht. Zur Erfüllung dieser Aufgaben muss nun ernsthaft darangegangen werden, das unnatürlich kleine Gebiet der Stadtgemeinde Vöcklabruck entsprechend zu vergrößern.“

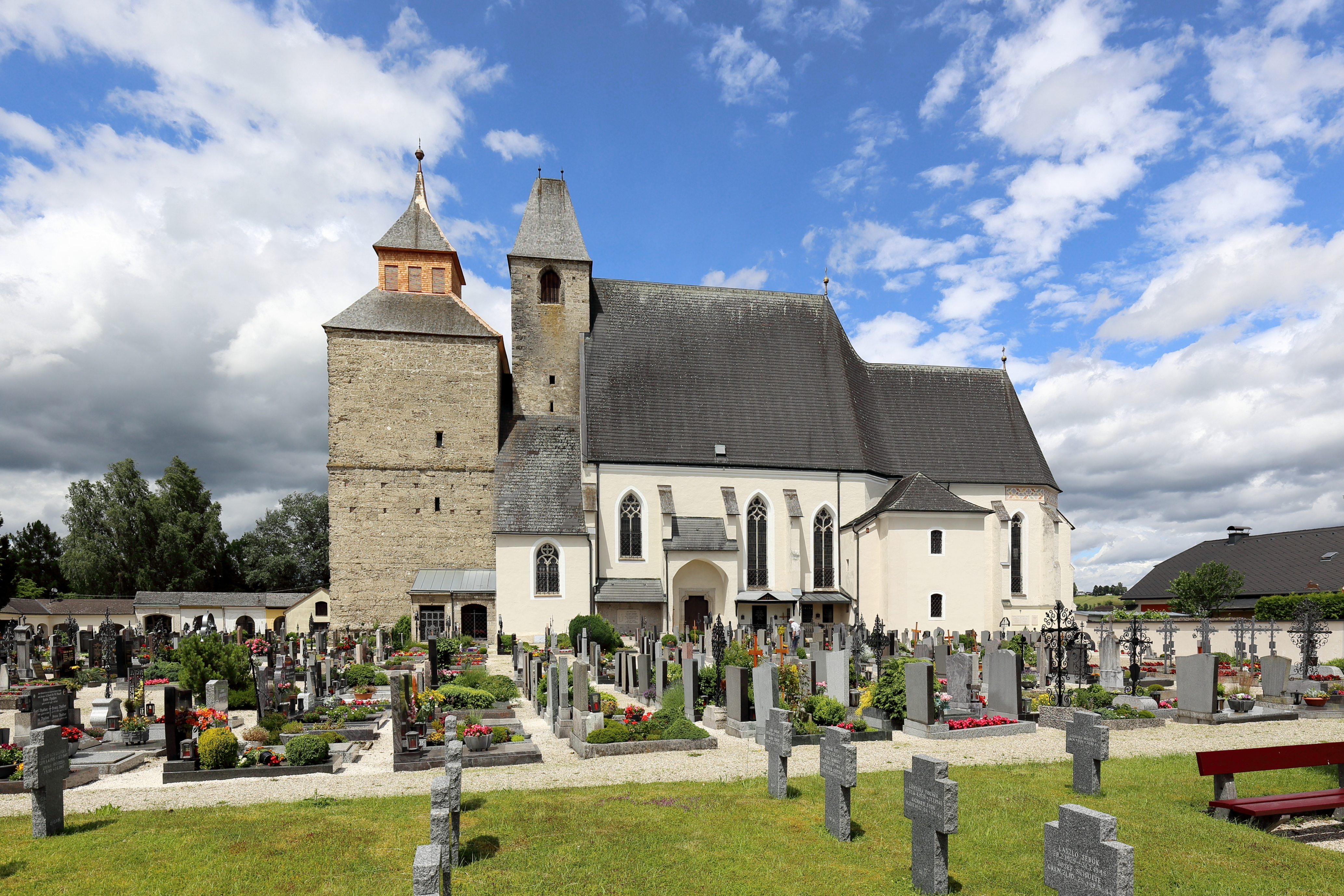
Kirche zu Maria Schöndorf – bis 1938 im Gemeindegebiet Regaus

Am 17. Juni 1938 wurde eine Eingemeindung von Gebietsteilen der Ortsgemeinde Regau in das Gebiet der Stadt Vöcklabruck vereinbart, die schließlich vom damaligen Gauleiter August Eigruber beschlossen wurde. Die Gemeinde Regau trat mit dem 1. Jänner 1939 die Ortschaften Buchleiten, Dörfl, Dürnau, Freileiten, Haslberg, Oberhaus, Pfarrhofgries, Schöndorf, Vornbuch, Wagrain und Ziegelwies ab. Darüber hinausgehend gingen der Gemeinde Regau zahlreiche bedeutende Firmen und Gebäude wie die Kirche zu Maria Schöndorf, der Bahnhof und das Schloss Wagrain verloren; als Ausgleich erhielt Regau von Vöcklabruck 20 % der jeweiligen Lohnabgaben der Eternit-Werke.
Zu diesem Anlass hielt der Bürgermeister Regaus eine Ansprache, welche in einem Beratungsprotokoll der Gemeinde vom 2. Februar 1939 festgehalten wurde:

„Eine große Entscheidung wurde in der Eingemeindungsangelegenheit gestellt. Dass das links der Ager gelegene Gemeindegebiet der Gemeinde Regau nach Vöcklabruck eingemeindet wurde, war unaufhaltsam. Hätte die Gemeinde Regau nicht freiwillig zugestimmt, so wäre die Entscheidung vom Gauleiter im Sinne unserer Zustimmung erfolgt. Infolge der Gesetzesänderung in steuerrechtlicher Hinsicht erleidet die Gemeinde Regau in ihren Einnahmen durch den Verlust des Hatschekwerkes keinen wesentlichen Ausfall. Ich bitte daher in dieser Hinsicht die Bevölkerung bei erwiesener Notwendigkeit aufklären zu wollen.“

Während des Zweiten Weltkrieges fielen im Gemeindegebiet 106 registrierte Bomben, wobei die Ortschaften Lixlau und Zaißing besonders betroffen waren. Nach dem Weltkrieg kamen zahlreiche Flüchtlinge wie die Donauschwaben, Sudetendeutschen oder Siebenbürger in das Gemeindegebiet, um sich eine neue Existenz aufzubauen. Diese Vertriebenen fanden in Regau ihre neue Heimat und trugen einen wesentlichen Teil zum Wiederaufbau der Gemeinde bei.
Am 26. Mai 1945 ernannte die amerikanische Militärregierung in Vöcklabruck den Land- und Gastwirt Karl Reiter zum Bürgermeister.
Im Jahre 1954 wurde zum Gedenken der Kriegsopfer der Kriegergedächtnisbrunnen errichtet. Auch dieses Denkmal listet die Namen der gefallenen Bürger auf. Durch die Umbauarbeiten am Marktplatz anlässlich der Feierlichkeiten um die Jahrtausendwende wurde das Denkmal versetzt und umgestaltet, heute ziert kein Brunnen mehr den Marktplatz, die restlichen Bauteile blieben erhalten.

## Regau in der Moderne
Im Jänner 1946 wurden der Gemeindeausschuss und -vorstand neu konstituiert – der erste Gemeindevorstand nach dem Krieg setzte sich aus 16 Mandataren der ÖVP und 8 der SPÖ zusammen.
Bereits im Jahr 1943 begann der Bau der Regauer Tierkörperverwertungsanlage, die 1945 in Betrieb genommen wurde und deren Einzugsgebiet seit 1963 ganz Oberösterreich umfasst. Die TKV wurde zu einer der „leistungsfähigsten und modernsten“ Anlagen ihrer Art in Europa und ist heute in den Händen der AVE Gruppe.
1947 und 1952 stellte die Gemeinde Regau Ansuchen zur Rückgliederung der an Vöcklabruck abgetretenen Ortschaften, die jedoch abgewiesen wurden. Regau entwickelte sich in der Nachkriegszeit zu einer Wohngemeinde für Auspendler in die Nachbargemeinden und verzeichnet einen konstanten Bevölkerungszuwachs.

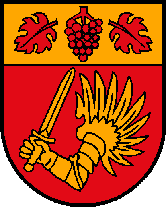
Das Regauer Gemeindewappen:
Unter goldenem Schildhaupt, darin eine von zwei roten Blättern begleitete, rote Weintraube, in Rot ein goldener Flug mit daraus wachsendem, goldenem, geharnischtem und abgewinkeltem Arm, der ein goldenes Schwert hält.

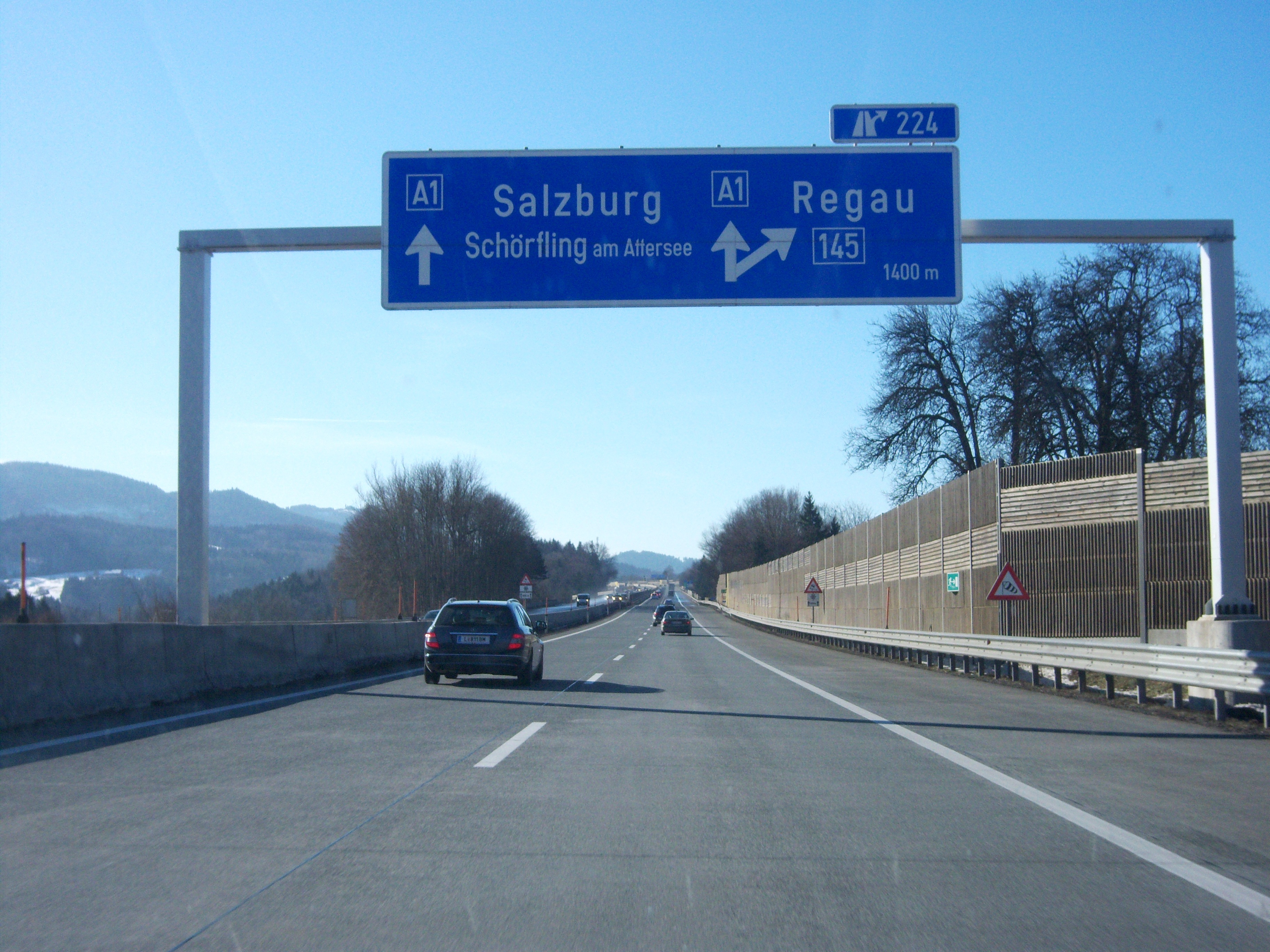
Autobahnabfahrt Regau (Fahrtrichtung Salzburg)

Zwischen 1960 und 1962 wurde im Regauer Gemeindegebiet an der West Autobahn gebaut. Die Strecke zwischen Regau und Vorchdorf wurde am 7. Oktober 1961 eröffnet, die rechte Richtungsfahrbahn nach Seewalchen am 15. Juni 1963, die Gegenfahrbahn Richtung Nordosten am 5. Dezember 1964. Infolge der Autobahneröffnung verbesserte sich die Infrastruktur der Gemeinde erheblich.
In der Volksschule Regau, der 1969 ein neues Gebäude zur Verfügung gestellt wurde, wurde im Schuljahr 1978/79 die erste Vorschulklasse des Bezirkes Vöcklabruck eingerichtet.
Im Jahre 1981 wurde im Zuge eines Wettbewerbes das heutige Wappen der Gemeinde Regau auserwählt. Dieses Wappen ist im Original an der Mauer der Regauer Pfarrkirche zu besichtigen und führt auf den Neubau der Kirche im Jahre 1494 zurück, als der damalige Leiter der Großpfarre Vöcklabruck Jakob Herbersleben eine Neugestaltung der Kirche anordnete und sein Wappen einmeißeln ließ. Zudem wurden die Gemeindefarben mit Rot und Gelb festgelegt.
Das Wappen zeigt im goldenen Schildhaupt eine rote Weinrebe mit Blättern, was darauf hinweist, dass in der Vergangenheit Weinbau in Regau betrieben wurde. Darunter befindet sich auf rotem Grund ein geflügelter Schwertarm, das Wappenbild des Grafen Herbersleben.
Am 6. März 2000 wurde die Gemeinde zu einer Marktgemeinde erhoben, die Urkunde überreichte Landeshauptmann Josef Pühringer am 17. September 2000. Eine weitere Feierlichkeit fand im darauffolgenden Mai statt, als das 1200-Jahr-Jubiläum zelebriert wurde.